# Ugo Drago
Ugo Drago (* 3. März 1915 in Arborio; † 22. April 2007 in Rom) war ein italienischer Jagdflieger des Zweiten Weltkriegs. Die Angaben über die von ihm erzielten Luftsiege schwanken zwischen 11 und 17. Unlängst veröffentlichte US-amerikanische und italienische Dokumente bestätigen 25 Abschüsse, womit er nach Franco Lucchini und Adriano Visconti der dritterfolgreichste italienische Jagdflieger des Zweiten Weltkrieges wäre.

## Leben
Drago erwarb im Jahr 1938 eine zivile Pilotenlizenz und trat dann im selben Jahr in die Regia Aeronautica ein, wo er 1939 Jagdflieger wurde. Während des Krieges flog er zunächst Doppeldecker vom Typ Fiat CR.42, dann die modernere Macchi MC.202 und auch die deutsche Messerschmitt Bf 109G. Am 9. Juni 1943 wurde er bei Pantelleria von einer Supermarine Spitfire abgeschossen, nachdem er selbst zwei Jäger dieses Typs abgeschossen hatte. Er konnte sich mit dem Fallschirm retten.
Nachdem am 8. September 1943 ein Waffenstillstand mit den Alliierten in Kraft getreten war, entschloss sich Drago, auf Seiten der Deutschen im Rahmen der Aeronautica Nazionale Repubblicana weiterzukämpfen. Er kommandierte eine Staffel, die mit Jagdflugzeugen vom Typ Messerschmitt Bf 109G ausgerüstet war. Drago war der erste ANR-Pilot der die Bf 109K-4 flog. Einige seiner Piloten waren für eine Ausbildung an der Messerschmitt Me 262 vorgesehen, wozu es dann jedoch nicht mehr kam. Für die Führung seiner Staffel erhielt er noch am 6. April 1945 von deutscher Seite das Ritterkreuz des Eisernen Kreuzes verliehen.
Nach dem Krieg war Ugo Drago zunächst als Testpilot bei Fiat tätig, dann als Berater und Ausbilder bei der argentinischen Luftwaffe. Von 1953 bis 1973 war er Pilot bei der italienischen Fluggesellschaft Alitalia.
Er starb 92-jährig in Rom.